# Stade Américo-Montanini
Le Stade Américo Montanini  (en espagnol : Estadio Américo Montanini) est un stade situé à Bucaramanga (Colombie). L'enceinte est surtout utilisée pour les matchs de football de l'Atlético Bucaramanga.

## Historia
Inauguré le 12 décembre 1941, le stade d'une capacité de 28 000 places porte le nom d'Alfonso López Pumarejo, qui a présidé le pays dans les années 1930 et 1940.
Le nom du stade a été changé, en l'honneur du footballeur José Américo Montanini Ruetti. Le nom du stade a été changé le 11 juin 2024.